# Yevgeny Nikitin (cầu thủ bóng đá)
Yevgeny Nikitin (tiếng Belarus: Яўген Нiкiцiн; tiếng Nga: Евгений Никитин; sinh 9 tháng 4 năm 1993) là một cầu thủ bóng đá Belarus hiện tại thi đấu cho Torpedo Minsk mượn từ Dinamo Minsk.